# Nome, Texas
Nome är en ort i Jefferson County i delstaten Texas, USA.